# Juillac, Corrèze
Juillac este o comună în departamentul Corrèze din centrul Franței. În 2009 avea o populație de 1.168 de locuitori.

## Evoluția populației
| An        | 1975  | 1982  | 1990  | 1999  | 2006  | 2009  |
| --------- | ----- | ----- | ----- | ----- | ----- | ----- |
| Populație | 1.268 | 1.215 | 1.108 | 1.089 | 1.135 | 1.168 |

## Personalități născute aici
- Jeanne Villepreux-Power (1794 - 1871), naturalistă.